# 瀬田の唐橋
瀬田の唐橋（せたのからはし、瀬田唐橋〈せたからはし〉）は、滋賀県大津市瀬田-唐橋町の瀬田川に架かる橋である。全長223.7メートル（大橋約172 m、小橋約52 m）で、滋賀県道2号大津能登川長浜線がこの橋を渡る。2015年時点での調査では平日1日あたり1万1955台の交通量がある。
京都の宇治橋、山崎橋とならんで日本三大橋（日本三名橋・日本三古橋）の1つとされてきた。また、近江八景の1つ「瀬田の夕照（勢田夕照）」として知られる。1986年（昭和61年）8月10日の道の日には、旧・建設省と「道の日」実行委員会により制定された「日本の道100選」にも選ばれている。

## 名称
瀬田の唐橋は歴史上、さまざまに表記・呼称されてきた。瀬田橋や勢多橋、勢多大橋のほか、勢多唐橋とも記される。また、瀬田の長橋とも称された。
かつて架けられた橋は、丸木舟を横に何艘も並べ、フジの木を利用し、その蔓（つる）を絡めた橋で「搦橋（からみばし）」とも称された。この「からみ橋」から「から橋」に転訛し、また、架け替えられるなかで、中国や朝鮮半島の様式を模した唐様が取り入れられたことにより、唐橋のほかに辛橋、韓橋とも記された。辛橋については架橋の際の辛労によるとする説もある。そのほかにもヤナギの木のように流麗であったことから別名として「青柳橋」とも呼ばれた。

## 歴史と伝承
東海道・東山道（中山道）方面から京都へ向かうには、琵琶湖を渡るか南北いずれかに迂回しないかぎり、琵琶湖から流れ出る瀬田川を渡る必要がある。1889年（明治22年）まで、瀬田川に架かる唯一の橋であった瀬田の唐橋は、交通の要衝かつ京都防衛上の重要地であり、古来「唐橋を制する者は天下を制す」といわれた。唐橋を舞台として繰り広げられた壬申の乱、寿永の乱、承久の乱、建武の乱など、橋は昔からさまざまな戦乱に巡り合ってきた。そのため、何度も焼き落されたとされるが、その度に当時の浅瀬の位置に橋が架けられた。また、『日本書紀』など数多くの文献にこの地が登場する。

### 古代
201年（神功皇后摂政元年）、香坂皇子と忍熊皇子が反乱。忍熊皇子は神功皇后（応神天皇の母）の家来である武内宿禰の軍に攻められ、瀬田の渡しで入水して自害したという（『日本書紀』巻第9 気長足姫尊 神功皇后）。このことから神功皇后の時代には既に建造されていたともいわれているるが、この時代はまだ渡し舟で瀬田川を渡っていたともされる。
古代の橋が架けられた年代は不詳であるが、近江大津宮遷都（667年〈天智天皇6年〉）の時代に架橋されたと考えられる。瀬田川の浚渫事業により、1988年（昭和63年）、現在の橋より約80メートル南（下流）で橋脚の基礎が発見された。橋の幅は7-9メートル、長さ250メートルと推定される。発見された2基の橋脚の基礎構造は、舟形の長六角形をしており、韓国の慶州市で発掘された新羅時代の月精橋（월정교）と構造が似ているため、参考にしたとする説もある。この橋は、当時の朝廷の威信をかけて架設したものとされ、滋賀県教育委員会と滋賀県文化財保護協会は当時の技術を知る上で有用としている。また、橋脚の木材の年輪年代測定などにより7世紀中頃-末期とされ、大津宮遷都により架けられた、壬申の乱（672年〈天武天皇元年〉）の時の橋であると推定される。
壬申の乱では、大友皇子と大海人皇子の最後の決戦場となった。大友皇子方が、橋板を外して大海人皇子方を待ち受けたが、突破されて滅んだ（『日本書紀』巻第28 天渟中原瀛真人天皇 天武天皇 上）。これが瀬田の唐橋の文献上の初見である。周辺には御霊神社という名の神社が三社あり、主祭神は大友皇子である。
藤原仲麻呂の乱（恵美押勝の乱）では、764年（天平宝字8年）、宇治から近江を取ろうとした恵美押勝に対して、孝謙上皇方は田原道（関津遺跡）を通って瀬田の唐橋に先回りし、これを焼く。押勝は琵琶湖西岸の高島郡を北上したが、敗死した（『続日本紀』巻第25 淳仁天皇）。

### 平安時代
- 870年（貞観11年12月4日）に火事（『日本三代実録』巻16）[21]。
- 871年（貞観13年4月4日）に火事（『日本三代実録』巻19）[21]。
- 876年（貞観18年11月3日）に火事（『日本三代実録』巻29）[21]。
- 『延喜式』主税式によれば、近江国の国司の管理下に置かれていた。同国の正税・公廨稲から「勢多橋料」1万料が拠出され、その出挙収入によって橋の維持が行われ、朝廷への報告義務もあった[22]。
- 970年（天禄元年7月21日）に藤原道綱母が明け方に船で瀬多の橋を渡河（『蜻蛉日記』）[21]。
- 『更級日記』の「竹芝伝説」章では、下男と帝の娘が京から武蔵国へ逃走する際、追手から逃れるため瀬田橋を破壊したとの記述があり、当時から交通の要所であったことがうかがえる。
- 1096年（嘉保3年）11月 - 永長地震が発生。『中右記』に伝聞によるものとして勢多橋が岸部分を残して崩壊した記述が残る[23]。
- 治承・寿永の乱（源平合戦） 1183年（寿永元年）に源義仲対平家、1184年（寿永2年）に源義経対義仲の合戦があった際に、源範頼が攻める瀬田橋の橋板を外して守っていたのが今井兼平。宇治で敗れた義仲と合流し、粟津で敗死（『平家物語』）。

### 鎌倉・室町時代
- 承久の乱 1221年（承久3年）、後鳥羽上皇の京軍（山田次郎重忠が率いる比叡山の僧兵300騎）と北条義時の弟・時房率いる鎌倉幕府軍が瀬田川を挟んで交戦。
- 建武の戦い 1336年（建武4年）、足利直義率いる足利勢と名和長年率いる朝廷軍が瀬田川を挟んで交戦。足利尊氏は南下して宇治川で楠木正成に勝利し、京都へ進攻。
- 観応の擾乱 1351年（観応元年12月4日）、足利直義派の伊勢・志摩守護石塔頼房が上野直勝とともに近江に進出し、近江守護軍と交戦。その日のうちに瀬田へ進出し、勢多橋を焼き払った。

### 安土桃山時代
唐橋を本格的に渡したのは織田信長である。架橋奉行は木村次郎左衛門と瀬田城主の山岡景隆で、若狭の神宮寺山と近江朽木山から材木を取り寄せ、1575年（天正3年7月12日）、長さ約324 m（180間）余り、幅約7.2 m（4間）、両側に欄干を備えた橋を完成させた。『信長公記』によると、この勢多橋の架け替えは天下のためというよりも旅人に配慮したものであると記している。また、この信長の架橋において、初めて銅製の擬宝珠が欄干の親柱に付けられた。
1582年（天正10年）、明智光秀が本能寺の変で信長を倒すと、光秀が安土を攻めようと橋を渡るのを阻止するため、景隆は唐橋と瀬田城を焼いた（『フロイス日本史』によれば切断した）。光秀が仮橋を架けるのに3日かかっている。
中島を挟んだ大橋と小橋の形となったのは織田信長の架橋時以降と考えられる。焼失後の唐橋を架けたのは豊臣秀吉で、その時に初めて現在の位置に、大小2橋の橋を架けたとされる。

### 江戸時代

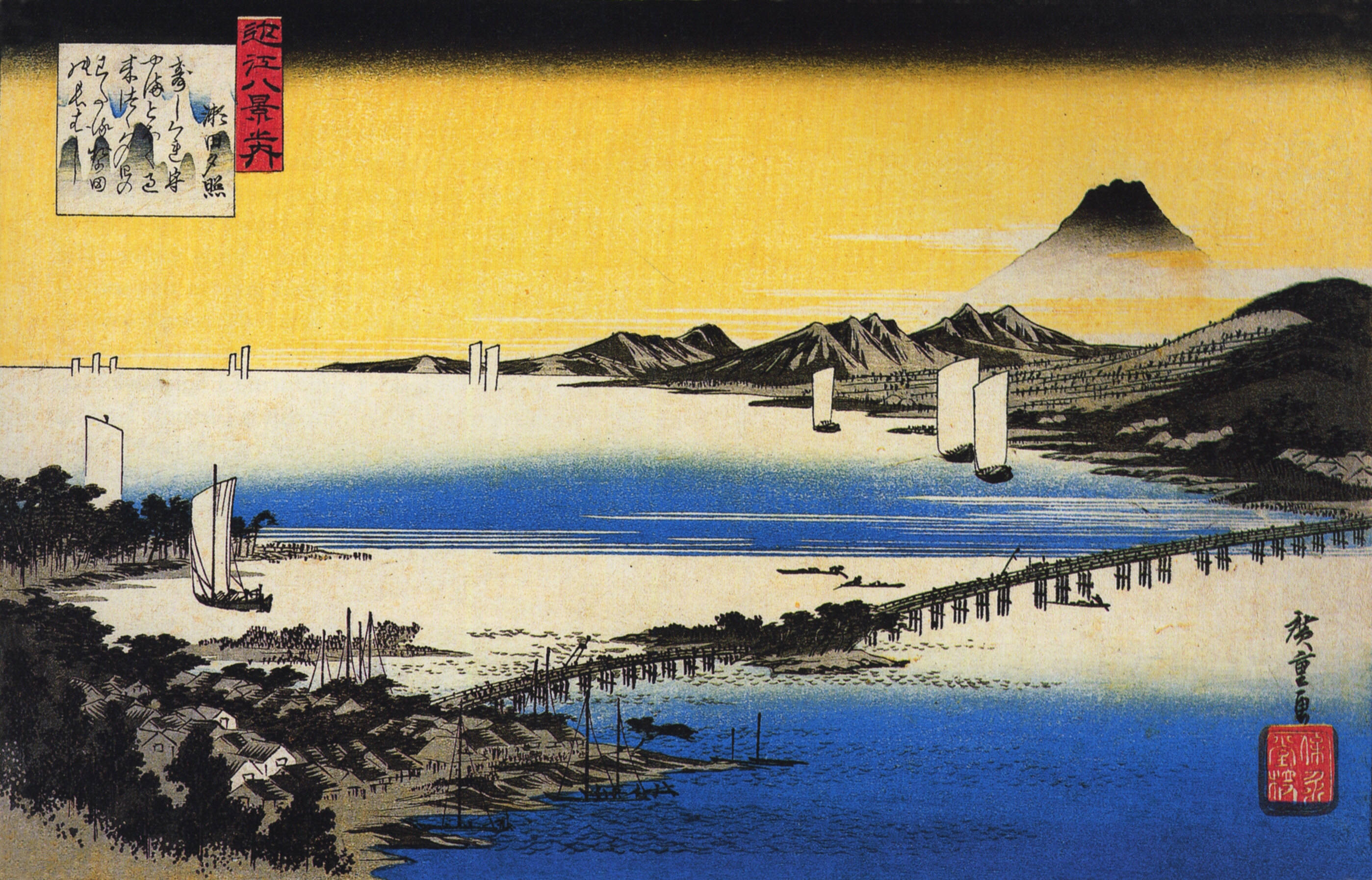
『近江八景』（歌川広重）
「勢田夕照」に描かれた往時の橋

膳所藩（本多家）が管理。東海道がここを通った。江戸幕府は、瀬田川に唐橋以外の他の橋を架けることを禁じ、膳所城主に保護監理の任務を課した。1795年（寛永7年）から1894年（明治27年）までの100年間で、18回の架け換えの記録が残っており、歌川広重の浮世絵「近江八景・瀬田の夕照」は、往時の唐橋の様子をよく伝えている。

### 明治以降

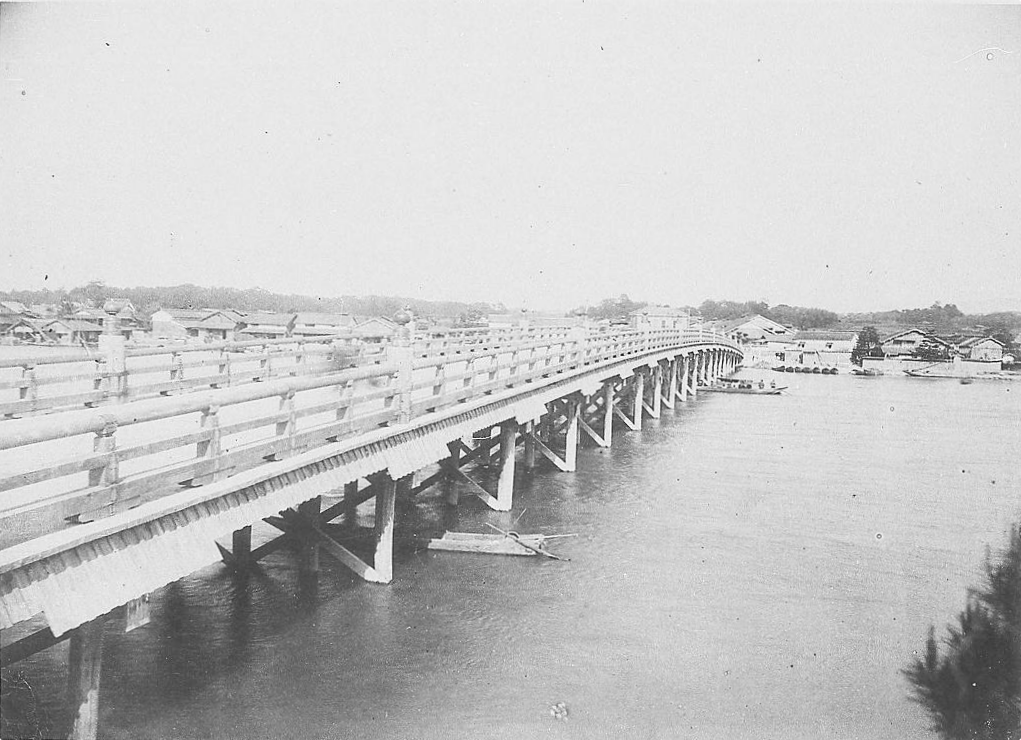
瀬田の唐橋
1902年（明治35年）頃

1875年（明治8年）12月に国が、1895年（明治28年）3月に県が、ともに木造にて架け替えている。
1919年（大正8年）に道路構造令が公布されたのを機に、翌1922年（大正11年）4月に事業費47万円（当時）をかけて事業に着手。1922年（大正11年）7月に着工。1924年（大正13年）6月に、これまで木造であった橋が、初めて鉄筋コンクリート製の橋に架け替えられた。高欄には木造擬宝珠が配された。この時架けられた橋の延長は大橋が94.5間、小橋が28.5橋であった。
1925年（大正14年）8月8日、琵琶湖観光協会により瀬田橋遊園地が完成。ボート乗り場や釣り場が整備された。
1933年（昭和8年）に国道2号として指定され、1952年（昭和27年）に新道路法に基づき国道1号となる。その後、北側で瀬田川大橋が架橋され、国道1号の指定を外された。しかし、架橋から50年以上が経過し、さらに交通量の増加や自動車の大型化により、橋の老朽化が補修工事などでは対応できない状態になった。1973年（昭和48年）9月には車両の重量制限が実施されている。1974年（昭和49年）に本格的な架橋工事が行われ、1979年（昭和54年）に現在の橋が竣工した。橋の特徴である擬宝珠は歴代受け継がれており、「文政」「明治」などの銘が入ったものも現存する。1995年（平成7年）、瀬田唐橋の小橋に右折レーン設置のための工事が着手され、1997年（平成9年）に終了した。2012年（平成24年）には、唐茶色に塗りかえられた。
現況の橋は片側1車線であり、東詰の交差点は右折専用レーンがないため橋上で後続車が滞留していた。そのため、特に通勤時間帯や週末は周辺の道路で渋滞が発生していた。これを解消すべく瀬田唐橋の大橋で1レーンを新設する拡幅工事が行われ、2022年（令和4年）3月に右折レーンの設置が完了した。

## 観光
古くより交通の要衝であるだけでなく名所として知られる。最寄りの鉄道駅も唐橋前駅（京阪石山坂本線）と命名されている。
橋付近を流れる瀬田川は水量が豊富で、2018年（平成30年）8月には観光屋形船の運航が11年ぶりに再開された。また、地元の瀬田商工会が瀬田の唐橋から地域活性化を促す目的で近くの唐橋公園でイルミネーションを施している。

## 逸話
平安時代、歌枕として瀬田の唐橋は「瀬田の長橋」と呼ばれ、長いもののたとえになっていた。そして、長い年月を経て苔むしても決して壊れずに架かる不変の橋という印象も持たれていた。
939年（天慶2年）の平将門の乱では、藤原秀郷（俵藤太）の放った矢が将門の目に命中したことで落馬死したといわれる。これが大ムカデ退治伝説となって伝わり、唐橋より南の橋の袂をその舞台として、現在もゆかりの雲住寺と龍王宮秀郷社がある。
戦国時代の武将である武田信玄は、臨終（1573年〈元亀4年4月12日〉没）の際に「瀬田橋に我旗（風林火山）を立てよ」といったとされ、山を越えれば京都・奈良に通ずる唐橋が、軍事上の要害として重要な位置を示していたことが窺い知れるエピソードの1つになっている。ただし、この逸話は『甲陽軍鑑』に記されておらず、また『信長公記』によると、その当時は橋があるとはいえない状態であったことから疑わしいとも考えられる。
江戸時代初期の安楽庵策伝『醒睡笑』巻2では、連歌師・宗長の歌を引用し、「急がば回れ」のことわざの発祥であると紹介している。
東から京都へ上るには草津の矢橋（やばせ）の港から大津の石場への航路が最も早いとされていたが、反面、天候が変わりやすく、比叡おろしの強風により船出・船着きが遅れることも少なくなかった。瀬田まで南下すれば風の影響を受けずに唐橋を渡ることができ、日程の乱れることもないとして、これを「急がば回れ」と詠んだものであるという。
松尾芭蕉も旅の途上にてこの橋を俳句に詠んでいる。
千利休は、弟子達の集まっている席で「瀬田の唐橋の擬宝珠の中に見事な形のものが2つあるが、見分けられる人はいないものか?」と訊ねた。すると一座にいた古田織部が急に席を立ってどこかに行き、夕方になって戻ってきた。利休が何をしていたのか訊ねると「例の擬宝珠を見分けてみようと思いまして早馬で瀬田に参りました。さて、2つの擬宝珠は東と西のこれではありませんか?」と答えた。利休をはじめ一座の者は、織部の執心の凄まじさに感心した（久須見疎安『茶話指月集』）。